# Dairsie
Dairsie är en ort i Storbritannien.   Den ligger i kommunen Fife och riksdelen Skottland, i den norra delen av landet, 600 km norr om huvudstaden London. Dairsie ligger 52 meter över havet och antalet invånare är 367.
Terrängen runt Dairsie är lite kuperad. Runt Dairsie är det ganska tätbefolkat, med 60 invånare per kvadratkilometer. Närmaste större samhälle är Dundee, 13,7 km norr om Dairsie. Trakten runt Dairsie består i huvudsak av gräsmarker.